# Agoristenus cubanus
Agoristenus cubanus is een hooiwagen uit de familie Agoristenidae. De wetenschappelijke naam van Agoristenus cubanus gaat terug op Šilhavý.